# El Liberal
El Liberal va ser un diari matutí fundat el 31 de maig de 1879 a partir d'una escissió de periodistes republicans d'El Imparcial entre els quals es trobava Miguel Moya, qui seria director del diari entre els anys 1890 i 1906. Representa un dels principals diaris del període conegut com la Restauració, juntament amb El Imparcial, El Debate, El Sol, ABC o La Vanguardia.
Des dels seus inicis fou veritablement popular, d'idees democràtiques i temperat republicanisme, aferrissat defensor de la llibertat de premsa i un model d'equilibri entre la serietat informativa i l'amenitat. Intenta arribar a les classes populars desenvolupant un aspecte nou quant a la publicitat, incloent anuncis per paraules una mica que no s'havia vist en els diaris espanyols fins al moment. Entre 1901 i 1902 va fundar edicions a Sevilla, Barcelona, Bilbao i Murcia, aquest últim a través de la compra de Las Provincias de Levante, algunes de les quals, com la de Bilbao, van seguir una marxa independent posteriorment. L'èxit del periòdic el dugué al creixement i a iniciar un procés de concentració empresarial, i ja en 1906, va formar juntament amb El Imparcial i Heraldo de Madrid la Societat Editorial d'Espanya també coneguda com "el Trust" o "Grup El Liberal", sent, dels tres periòdics el més situat a l'esquerra i el més difós entre les classes populars de Madrid i la seva província. Entre 1906 i 1908 aquest grup segueix creixent amb l'adquisició d'"El defensor" (Granada) i "Diario El Noroeste" (Gijón). En 1913 comença el declivi del "Trust" i finalment es disgregà en 1916.